# Liste in Armenien vorhandener Dampflokomotiven
Dies ist eine Liste erhaltener Dampflokomotiven auf dem Gebiet von Armenien. Aufgrund der langen Zugehörigkeit zu Russland bzw. der Sowjetunion wurde für den Eisenbahnbau primär die russische Breitspur herangezogen.

## Breitspurlokomotiven 1524 mm
| Foto   | Nummer oder Name             | Bauart / Achsfolge | Hersteller | Fabrik- nr. | Baujahr | Historie | Eigentümer / Betreiber / Strecke | Standort                                                    | Bemerkungen |
| ------ | ---------------------------- | ------------------ | ---------- | ----------- | ------- | -------- | -------------------------------- | ----------------------------------------------------------- | ----------- |
| Bilder | TCh-2 bvn-9794               | C                  | Nevsky     |             | 1899    |          |                                  | Gyumri                                                      | [ 1 ]       |
|        | Eg-55-????                   | E                  |            |             |         |          |                                  | Masis                                                       | [ 2 ]       |
|        | Eu 705-46                    | E                  |            |             |         |          |                                  | Jerewan, Sasuntsi David Station Armenisches Eisenbahnmuseum | [ 3 ]       |
|        | L-3370 beschriftet als 33701 | 1' E               | Lugansk    | 15126       | 1954    |          |                                  | Jerewan, Lokomotive und Waggonwerkstätte                    | [ 4 ]       |
|        | L-3317                       | 1' E               | Lugansk    |             | 1954    |          |                                  | Gyumri                                                      | [ 5 ]       |

## Schmalspurlokomotiven 750 mm
| Foto | Nummer oder Name | Bauart / Achsfolge | Hersteller                                             | Fabrik- nr. | Baujahr | Historie | Eigentümer / Betreiber / Strecke | Standort                | Bemerkungen |
| ---- | ---------------- | ------------------ | ------------------------------------------------------ | ----------- | ------- | -------- | -------------------------------- | ----------------------- | ----------- |
|      | 159-434          | D                  | Podolsk Nach russischer Angabe Lokomotivfabrik Kolomna | 0434        | 1937    |          |                                  | Kindereisenbahn Jerewan | [ 7 ]       |